# La Saga des ombres
 (avril 2015).
Si vous disposez d'ouvrages ou d'articles de référence ou si vous connaissez des sites web de qualité traitant du thème abordé ici, merci de compléter l'article en donnant les références utiles à sa vérifiabilité et en les liant à la section « Notes et références ».
La Saga des ombres, parfois nommé Cycle de l'ombre et rédigé par l'écrivain américain Orson Scott Card, est constitué de six romans de science-fiction : 
1. La Stratégie de l'ombre, L'Atalante, 2001 ((en) Ender's Shadow, 1999)
2. L'Ombre de l'Hégémon, L'Atalante, 2002 ((en) Shadow of the Hegemon, 2000)
3. Les Marionnettes de l'ombre, L'Atalante, 2004 ((en) Shadow Puppets, 2002)
4. L'Ombre du géant, L'Atalante, 2007 ((en) Shadow of the Giant, 2005)
5. Les Rejetons de l'ombre, L'Atalante, 2013 ((en) Shadows in Flight, 2012)
6. (en) The Last Shadow, 2021

## Résumé
Dans La Stratégie de l'ombre, les aventures de Bean, héros de ce cycle, se déroulent parallèlement aux aventures du héros de La Stratégie Ender du même auteur, reprenant les personnages et les situations, mais du point de vue de Bean, héros secondaire dans le cycle d'Ender.
Un bébé échappe à une sombre histoire d'infanticide massif. Maigrelet, minuscule, il est pourtant destiné à être bien plus intelligent que tous les autres, comme le prouve sa survie initiale, en contraste avec son physique. Après avoir accédé à l'école de guerre, il suivra plus discrètement le chemin d'Ender à l'école de guerre et plus tard sur Eros. Mais lui reviendra sur Terre.
Les autres ouvrages narrent ses aventures, alors qu'il participe aux différentes guerres qui se déroulent sur la Terre en vue de sa domination. Il travaillera notamment conjointement avec le frère d'Ender, l'Hégémon Peter Wiggin. Il fuira jusqu'à la dernière page son ennemi mortel, un psychopathe ne cherchant que sa mort et doté d'un intellect lui aussi hors du commun.
Certains détails donnés dans La Stratégie de l'ombre diffèrent de La Stratégie Ender (en raison des quelques années séparant l'écriture), d'autres éclairent le périple d'Ender et notamment le comportement du colonel Graff.